# Angrec de Bourbon
Angraecum borbonicum
Espèce
Classification phylogénétique
Statut CITES
Angraecum borbonicum ou Angrec de Bourbon est une orchidée du genre Angraecum  de la famille des Orchidaceae.

## Distribution
Cette espèce épiphyte est endémique de l'île de La Réunion dans le sud-ouest de l'océan Indien.

## Référence
- Bosser, 1988 : Contribution à l'étude des Orchidaceae de Madagascar et des Mascareignes XXIII. Bulletin du Muséum national d'histoire naturelle, B, Adansonia  Sér. 4, vol. 10, n. 1, p. 19–24.